# Amphiophiura bakeri
Amphiophiura bakeri är en ormstjärneart som beskrevs av McKnight 2003. Amphiophiura bakeri ingår i släktet Amphiophiura och familjen fransormstjärnor. Inga underarter finns listade i Catalogue of Life.